# فمسي كريشنا موثا
فمسي موثا طبيب وعالم أمريكي هندي المولد وعالم في علم الأحياء الحاسوبيي، وهو محقق في معهد هوارد هيوز الطبي، وأستاذًا في علم أحياء الأنظمة والطب في كلية الطب بجامعة هارفارد، ومحققًا في قسم البيولوجيا الجزيئية في مستشفى ماساتشوستس العام. كما أنه أيضًا عضو في معهد برود

قدم موثا ومجموعته البحثية مساهمات كبيرة في بيولوجيا الميتوكوندريا وعلم الجينوم، فميزت مجموعته بروتين الميتوكوندريا في الثدييات وأنتجت موردًا ذا استخدام واسع يسمى ميتوكارتا، وقام فريقهم بتطبيقه لتحديد عدد كبير من جينات مرض الميتوكوندريا، واستخدموا علم الجينوم التكاملي لتحديد جميع المكونات الجزيئية لمركب الكالسيوم الأحادي في الميتوكوندريا، واستعانوا أيضًا بعلم الجينوم لتحقيق اكتشاف غير متوقع مفاده أن انخفاض الأكسجين في النماذج الحيوانية يمكن أن يخفف من أمراض الميتوكوندريا. وقد طور كزميل ما بعد الدكتوراه طريقة تحليل إثراء مجموعة الجينات ، وهي خوارزمية تُستخدم على نطاق واسع في علم الجينوم والتي طبقت على شكل أداة برمجية شائعة.
حصل موثا عام 2004 على «جائزة العبقرية» المقدمة من مؤسسة ماك آرثر، وحصل على جائزة دالاند لعام 2008 من الجمعية الفلسفية الأمريكية، وجائزة بادما شري لعام 2014 من جمهورية الهند ، والتي تعتبر رابع أعلى جائزة مدنية تقدمها الحكومة الهندية، وقد اُنتخب في الأكاديمية الوطنية الأمريكية للعلوم في عام 2014 والأكاديمية الوطنية للطب في عام 2021، كما عمل في لجنة تحكيم علوم الحياة لجائزة إنفوسيس لعام 2017.
تخرج موثا من مدرسة كيلي الثانوية في بومونت في تكساس، وحصل على درجة البكالوريوس في العلوم الرياضية والحاسوبية من جامعة ستانفورد ودكتوراه في الطب في قسم العلوم الصحية والتكنولوجيا بمعهد ماساتشوستس للتكنولوجيا بجامعة هارفارد، وأكمل تدريبه وإقامته في الطب الباطني في مستشفى بريغهام والنساء في بوسطن، ثم تابع تدريب ما بعد الدكتوراه مع إريك لاندر في معهد وايتهيد/ مركز إم آي تي لأبحاث الجينوم.